# Eleonore Sterling
Eleonore Marianne „Elli“ Sterling, geborene Oppenheimer (geboren am 10. März 1925 in Heidelberg; gestorben am 27. Dezember 1968 in Ebersteinburg) war eine deutsche Politologin. Sie war die erste Frau, die in diesem Fach eine Hochschulprofessur in Deutschland innehatte.

## Leben
Als 13-jährige Jüdin floh sie aufgrund des wachsenden Antisemitismus 1938 zu entfernten Verwandten in die USA. Ihre Eltern Sally (1886–1942) und Flora Rosa Oppenheimer (1895–1940) wurden am 22. Oktober 1940 im Zuge der Wagner-Bürckel-Aktion deportiert und im Konzentrationslager Gurs in Südfrankreich ermordet. Eleonore Oppenheimer heiratete 1942 Aaron Cecil Sterling (1924–1988, gesch. 1955).
1949 schloss Eleonore Sterling ein politikwissenschaftliches Abendstudium an der Columbia-Universität in New York mit einer Arbeit über die Hep−Hep−Krawalle ab. Ein Stipendium der John Whitney Foundation für das Jahr 1951/52 ermöglichte ihr, eine Dissertation an der New School for Social Research über Antisemitismus in Deutschland von 1789–1819 zu beginnen. 1953 kehrt sie zurück nach Deutschland und promovierte bei Max Horkheimer zur Dr. phil. an der Frankfurter Universität mit ihrer Studie zur Frühgeschichte des Antisemitismus in Deutschland (1815–1850), die 1956 als Buch mit dem Titel „Er ist wie du“ erschien. Darin deutete sie die judenfeindliche Gewalt in erster Linie als Ausdruck sozialer Krisen, eine These, der insbesondere Jacob Katz widersprach. Weiterhin war sie Mitherausgeberin der „Dokumente zur Geschichte der Frankfurter Juden 1933–1945“. 1956 war sie Assistentin bei Carlo Schmid am Institut für politische Wissenschaft in Frankfurt geworden. Ab 1962 wirkte sie als Dozentin für politische Bildung an der Hochschule für Erziehung, die 1967 in der Frankfurter Universität aufging.
1959 wurde sie mit dem Leo-Baeck-Preis des Zentralrats der Juden in Deutschland ausgezeichnet. Kurz nachdem sie einen Ruf als Professorin für Politische Wissenschaften an die Pädagogische Hochschule Osnabrück erhalten hatte, starb Eleonore Sterling an einem bereits 1966 bei ihr diagnostizierten Krebsleiden. In Frankfurt-Eschersheim existiert die nach ihr benannte Eleonore-Sterling-Straße; eine weitere Straße in ihrem Geburtsort Heidelberg trägt seit 2018 ihren Namen.

## Hauptwerke
- Er ist wie du. Antisemitismus in Deutschland 1815–1950. 1956.
- Dokumente zur Geschichte der Frankfurter Juden 1933–1945. 1963.
- Der unvollkommene Staat. 1965.
- Geschichte der Juden in Deutschland. 1966.
- Das gespaltene Gottesvolk. 1967.
- Judenhass. Die Anfänge des politischen Antisemitismus. 1969.